# Wissenschaftliche Vereinigung für Familienrecht
Die Wissenschaftliche Vereinigung für Familienrecht e. V. ist eine juristische Gesellschaft zur Förderung der wissenschaftlichen Forschung und Rechtsfortbildung im gesamten Familienrecht. Die Vereinigung wurde 1979 gegründet; sie hat ihren Sitz in Bonn. Ihre Mitgliederzahl beträgt rund 250.
Die Vereinigung gehört zu den Herausgebern der Zeitschrift für das gesamte Familienrecht (FamRZ). Ihre Organe sind Vorstand, Beirat, Mitgliederversammlung und Rechnungsprüfer.
Mitglieder des Vorstandes sind:
- Elisabeth Koch, Professorin, Jena, (Vorsitzende)
- Walter Pintens, (stellvertretender Vorsitzender)
- Ralf Engels, Rechtsanwalt, Euskirchen, (kommissarischer Schatzmeister)
- Rainer Bosch, Rechtsanwalt, Bonn
- Hans-Joachim Dose, Vorsitzender Richter am Bundesgerichtshof, Karlsruhe

Mitglieder des Beirats sind:
- Gerd Brudermüller, Vorsitzender Richter am OLG Karlsruhe
- Tobias Helms, Professor
- Dieter Henrich, Professor
- Frank Klinkhammer, Richter am Bundesgerichtshof, Karlsruhe

Ehrenvorsitzende sind:
- Dieter Schwab, Professor
- Meo-Micaela Hahne, Vorsitzende Richterin am Bundesgerichtshof a. D., Karlsruhe